# Platyrrhinus masu
Platyrrhinus masu is een vleermuis uit het geslacht Platyrrhinus die voorkomt aan de oostkant van de Andes, van de Peruaanse regio Huánuco tot het Boliviaanse departement La Paz, van 650 tot 3350 m hoogte. De naam is afgeleid van het Quechua woord voor vleermuis, masu. De soort is eerder als de "Centro-Sur" (centraal-zuidelijke) populatie van P. dorsalis opgevat.
P. masu is een middelgrote Platyrrhinus-soort. De rugvacht is donkerbruin, de buikvacht grijsachtig. De rugharen zijn 6,3 tot 7,5 mm lang. Het gewicht bedraagt 23 tot 33 gram, de totale lengte 70 tot 82 mm, de achtervoetlengte 12 tot 16 mm, de oorlengte 16 tot 21 mm en de voorarmlengte 45 tot 51 mm.